# 콜라 디 리엔초
니콜라 디 로렌초 가브리니 (1313년 – 1354년 10월 8일), 흔히 콜라 디 리엔초 (it) 또는 리엔치로 알려진 그는 스스로를 "로마 시민의 호민관"이라 칭한 이탈리아의 정치인이자 지도자였다.
그의 생애 동안 그는 리소르지멘토를 옹호했다. 이로 인해 콜라는 19세기에 자유주의적 민족주의 지도자들 사이에서 상징적인 인물로 재부상했으며, 19세기 리소르지멘토의 선구자로 추앙받았다.

## 전기

### 초기 생애와 경력

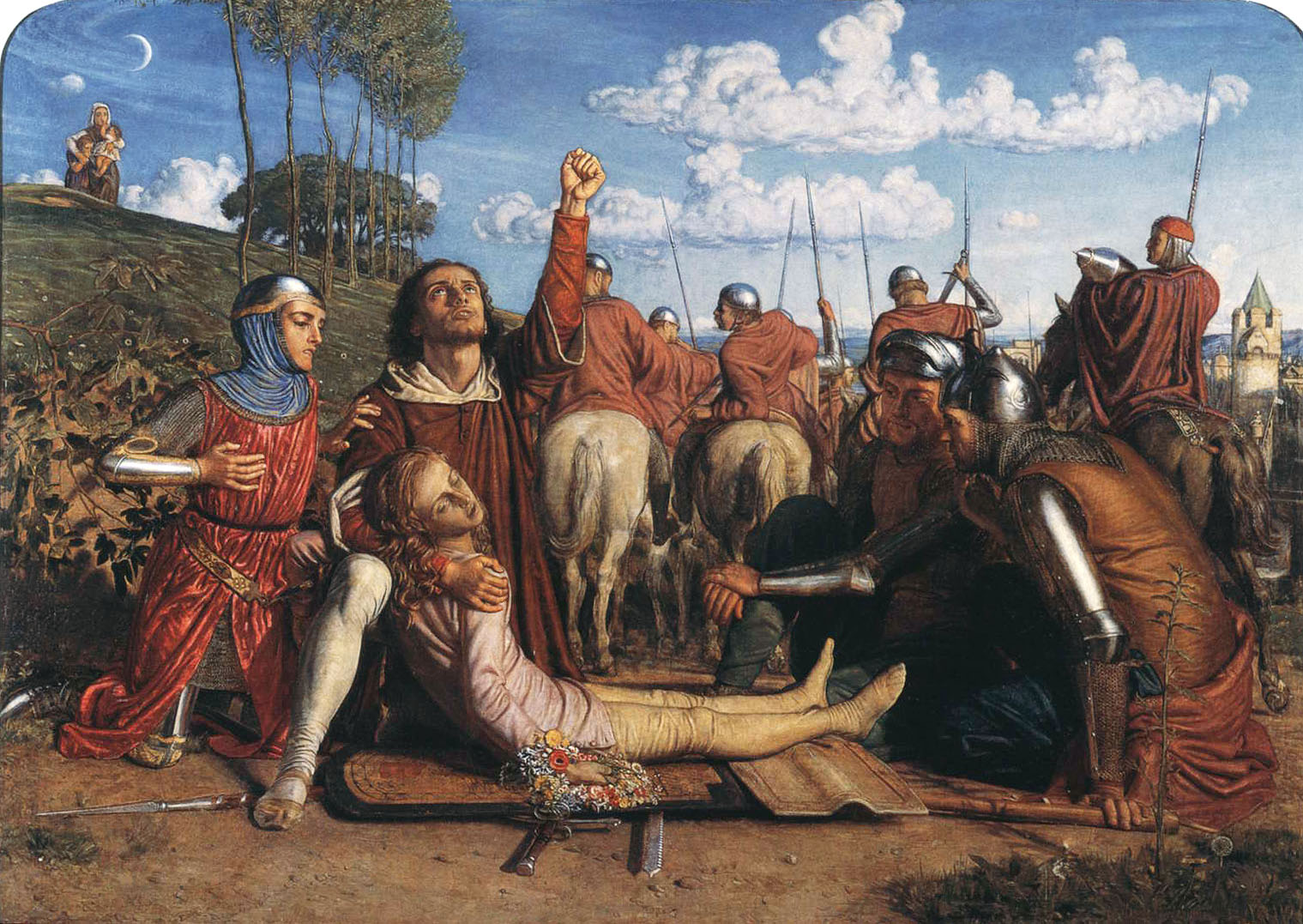
콜론나 가문과 오르시니 가문 간의 충돌에서 살해된 어린 동생의 죽음에 대한 정의를 얻겠다고 맹세하는 리엔치 (윌리엄 홀먼 헌트, 1848–49)

니콜라는 로마에서 미천한 출신으로 태어났다. 그는 자신이 하인리히 7세, 즉 신성 로마 황제의 서자라고 주장했지만, 실제로는 세탁부와 로렌초 가브리니라는 술집 주인의 아들로 태어났다. 니콜라 아버지의 이름은 리엔초로 줄여졌고, 그의 이름은 콜라로 줄여졌으므로, 그가 일반적으로 알려진 콜라 디 리엔초 또는 리엔치가 되었다.
그는 어린 시절을 아나니에서 보냈으며, 그곳에서 라틴 작가, 역사가, 웅변가, 시인 연구에 많은 시간을 할애했다. 고대 로마의 영광과 힘에 대한 이야기로 마음을 채운 후, 그는 자신의 고향을 복원하는 데 생각을 돌렸다. 로마가 타락과 비참함으로 고통받고 있음을 알게 된 콜라는 도시를 좋은 질서뿐만 아니라 원래의 위대함으로 회복시키려 했다. 이 일에 대한 그의 열정은 귀족에게 살해당한 동생의 복수를 하고자 하는 열망에 의해 더욱 커졌다.
그는 공증이 되었으며 도시에서 상당한 중요성을 가진 인물이 되어 1343년 아비뇽의 교황 클레멘스 6세에게 공무로 파견되었다. 그는 능숙하고 성공적으로 임무를 수행했다. 그는 로마의 귀족 통치자들을 대담하게 비난했지만, 교황의 호의와 존경을 얻어 교황청에서 공직을 맡게 되었다.

### 반란의 지도자
1344년 4월 로마로 돌아온 콜라는 3년 동안 자신의 삶의 위대한 목표인 도시의 옛 권력 회복을 위해 일했다. 그는 지지자들을 모았고, 계획을 세웠으며, 마침내 반란을 위한 모든 준비가 끝났다.
1347년 5월 19일, 전령들은 사람들을 카피톨리노 언덕에서 열릴 의회에 초대했고, 5월 20일 오순절에 회의가 열렸다. 완전무장한 채 교황 대리인과 함께 콜라는 카피톨리노로 행진하여 모인 군중에게 연설하며 "로마의 속박과 구원에 대해 매혹적인 웅변으로" 말했다. 일련의 새로운 법률이 발표되고 환영받았으며, 혁명의 저자에게는 무제한의 권위와 권력이 주어졌다.
귀족들은 싸움 한 번 없이 도시를 떠나거나 숨었고, 며칠 후 리엔초는 호민관 칭호를 얻었다. 그는 스스로를 "니콜라우스, 엄격하고 자비로운, 자유와 평화, 정의의 호민관이자 신성 로마 공화국의 해방자" 또는 "니콜라스, 엄격하고 자비로운, 자유와 평화, 정의의 호민관이자 신성 로마 공화국의 해방자"라고 칭했다.

### 로마의 호민관
콜라는 이전의 방종과 무질서한 통치와는 현저히 대조되는 엄격한 정의로 도시를 다스렸다. 그의 지도력 덕분에 호민관은 성 베드로 대성당에서 Veni Creator Spiritus 찬송과 함께 환영받았고, 한 편지에서 시인 페트라르카는 그에게 위대하고 숭고한 일을 계속하도록 촉구하며, 과거의 업적을 축하하며 그를 새로운 카밀루스, 브루투스, 로물루스라고 불렀다. 모든 귀족들은 매우 마지못해 복종했다. 도로는 강도들로부터 안전해졌고, 몇몇 엄격한 정의의 사례들은 범죄자들을 위협했으며, 많은 사람들은 호민관을 로마와 이탈리아의 예정된 복원자로 여겼다.

### 이탈리아 통일 시도
7월에 그는 법령을 통해 로마 시민의 제국에 대한 주권을 선포했다. 그러나 이전에 그는 이탈리아의 도시와 지방에 대한 로마의 권위를 회복하고 도시를 다시 카푸트 문디로 만들려는 작업을 시작했다. 그는 이탈리아 도시들에게 8월 1일에 열릴 총회에 대표를 보내달라고 요청했으며, 이 총회에서는 로마를 수장으로 하는 거대한 연방의 형성이 논의될 예정이었다. 정해진 날에 여러 대표들이 참석했고, 콜라는 신성 로마 황제 루트비히 4세와 그의 경쟁자인 룩셈부르크의 카를, 그리고 선제후와 이 분쟁에 관련된 모든 이들에게 자신 앞에서 판결을 받도록 소환하는 칙령을 발표했다. 다음 날, 이탈리아 통일 축제가 열렸지만, 이것도 이전 회의도 실제적인 결과를 가져오지는 못했다. 그러나 콜라의 권력은 나폴리 왕국에서 인정받았고, 조반나 1세와 나폴리 왕위의 경쟁자인 러요시 1세 모두 그에게 보호와 도움을 요청했으며, 8월 15일에 그는 성대한 의식과 함께 호민관으로 즉위했다. 페르디난트 그레고로비우스는 이 의식이 "카롤루스 대제의 임페리움이 끝난 환상적인 풍자극이었다. 정치적 행동이 이런 모습으로 나타나는 세상은 전복될 준비가 되어 있거나 위대한 정신적 개혁을 통해서만 구원받을 수 있었다"고 말했다.

### 통치 종료
그는 그를 폄하하는 말을 한 스테파노 콜론나를 포함한 많은 남작들을 체포했지만, 팔레스트리나의 영주 칭호를 대가로 곧 석방했다. 그러나 그의 힘은 이미 약해지기 시작했다.
콜라 디 리엔초의 성격은 지식, 웅변, 이상적인 탁월함에 대한 열정과 허영, 인간에 대한 미숙함, 불안정성, 신체적 겁쟁이의 조합으로 묘사되어 왔다. 후자의 특성들이 두드러지면서 그의 미덕을 가리고 그가 베푼 혜택들을 잊게 만들었다. 그의 터무니없는 주장은 조롱만 불러일으켰다. 그의 정부는 비용이 많이 들었으며, 많은 비용을 충당하기 위해 백성들에게 무거운 세금을 부과해야 했다. 그는 오만함과 교만함으로 교황의 기분을 상하게 했고, 백성의 의지에 직접적으로 기반을 둔 새로운 로마 제국을 세우겠다는 제안으로 교황과 황제 모두의 기분을 상하게 했다. 10월에 클레멘스는 특사에게 그를 폐위하고 재판에 회부할 권한을 부여했으며, 끝이 분명히 보였다.
용기를 낸 망명 남작들은 병력을 모았고, 로마 근교에서 전쟁이 시작되었다. 콜라 디 리엔초는 헝가리의 루이와 다른 이들로부터 도움을 받았고, 11월 20일 그의 군대는 티부르티나 문 바로 바깥의 산 로렌초 문 전투에서 귀족들을 물리쳤다. 이 전투에서 호민관 자신은 참여하지 않았지만, 그의 가장 뛰어난 적수였던 스테파노 콜론나는 전사했다.
그러나 이 승리도 그를 구하지 못했다. 그는 잔치와 퍼레이드로 시간을 보냈고, 교황은 교서를 통해 그를 범죄자, 이교도, 이단자라고 비난했다. 마침내 12월 15일의 작은 소란에 겁을 먹고 그는 정부를 사임하고 로마에서 도주했다. 그는 나폴리에서 피난처를 찾았지만, 곧 그 도시를 떠나 이탈리아 산악 수도원에서 2년 넘게 보냈다.

### 감금 생활
고독에서 벗어난 콜라는 1350년 7월 프라하로 가서 카를 4세 황제의 보호를 받았다. 그는 교황의 세속적 권력을 비난하며 황제에게 이탈리아, 특히 로마를 압제자들로부터 해방시켜 달라고 간청했지만, 카를은 그의 초대에 아랑곳하지 않고 그를 라우드니츠 요새에 1년 이상 감금한 후 클레멘스 교황에게 넘겼다.
1352년 8월에 그가 나타난 아비뇽에서 콜라는 세 명의 추기경에게 재판을 받고 사형을 선고받았지만, 이 판결은 실행되지 않았고, 그는 페트라르카의 석방 요청에도 불구하고 감옥에 갇혀 있었다.
1352년 12월, 클레멘스가 사망했고, 그의 후계자인 교황 인노첸시오 6세는 로마의 귀족 통치자들에게 타격을 가하고 싶어 했으며, 이를 위한 훌륭한 도구로 전직 호민관을 보고 리엔치를 용서하고 석방했다.

### 로마의 원로원 의원과 죽음
교황은 콜라를 특사인 알보르노스 추기경과 함께 이탈리아로 보냈고, 그에게 원로원 의원 칭호를 주었다. 도중에 소수의 용병을 모은 콜라는 1354년 8월 로마에 입성했고, 그곳에서 큰 환영을 받으며 빠르게 이전의 권력을 되찾았다.
그러나 그의 이 후임 기간은 이전보다 훨씬 짧았다. 팔레스트리나 (로마현)의 요새를 헛되이 포위한 후 로마로 돌아와, 그곳에서 지오반니 모리알레라는 행운을 찾는 병사를 배신적으로 체포하여 처형했고, 다른 잔인하고 독단적인 행동으로 곧 백성들의 호의를 잃었다. 그들의 열정은 빠르게 고조되었고, 10월 8일에 소요가 발생했다. 콜라는 그들에게 연설하려 했지만, 그가 서 있던 건물이 불에 탔고, 변장하고 탈출하려다가 군중에 의해 살해당했다.

## 유산

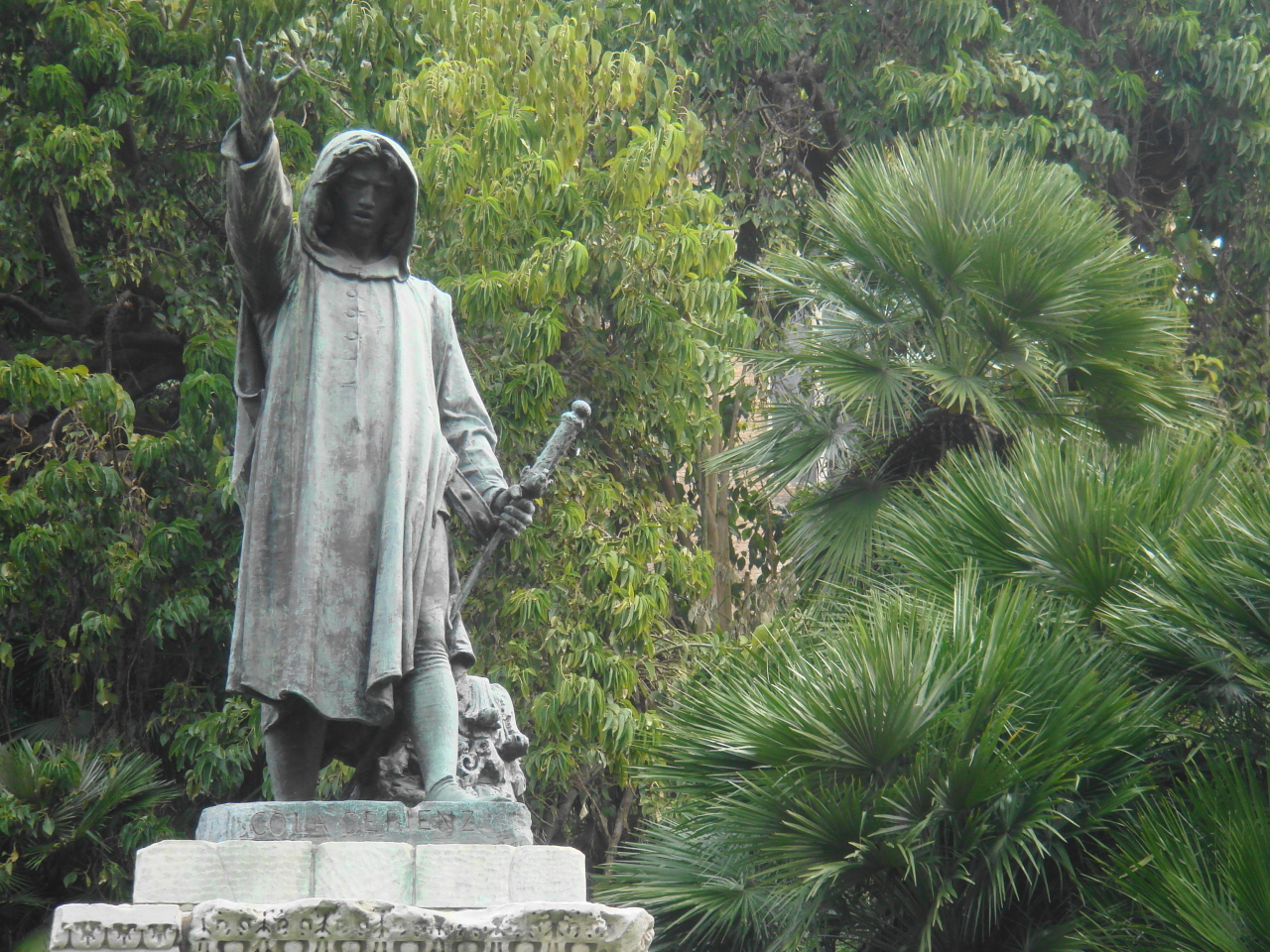
로마 캄피돌리오 계단 옆의 콜라 디 리엔초 기념비

14세기 동안 콜라 디 리엔초는 페트라르카의 가장 훌륭한 송가 중 하나인 Spirito gentil의 영웅이었다.

교황의 세속적 권력 폐지와 리소르지멘토를 모두 옹호했던 콜라는 19세기에 재등장하여 정치적으로 자유주의적 민족주의자들 사이에서 낭만적인 인물로 변모했으며, 두 가지 목표를 위해 투쟁하고 결국 달성한 19세기 리소르지멘토의 선구자로 채택되었다. 이 과정에서 그는 "국가의 미래를 예견하는 영감을 받은 몽상가의 낭만적인 전형"으로 재해석되었다고 아드리안 리텔턴은 표현하며, 자신의 주장을 페데리코 파루피니의 "로마 유적을 명상하는 콜라 디 리엔초"(1855)로 설명했다. 이에 대해 그는 "순교의 언어는 종교적 맥락에서 벗어나 교회에 대항하여 사용될 수 있었다"고 언급했다.

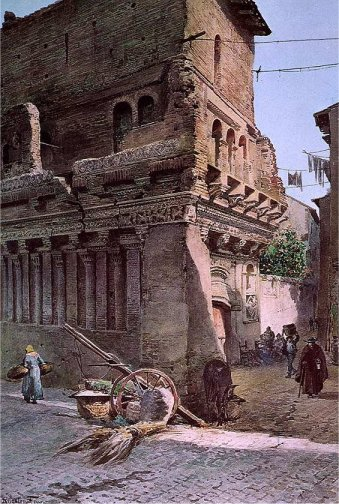
에토레 로슬러 프란츠가 그린 수채화(약 1880년)에서 비아 델 마레가 개통되기 전 도시 환경에 남아 있는 소위 리엔치 하우스.

아이러니하게도 리엔치의 후손 중 한 명인 지오아키노 빈첸초 라파엘레 루이지 페치(Gioacchino Vincenzo Raffaele Luigi Pecci)는 나중에 교황 레오 13세가 되었다.
콜라 디 리엔초의 삶과 운명은 에드워드 불워리턴의 소설(1835), 귀스타브 드루이노 (1826), 메리 러셀 미트포드 (1828), 율리우스 모젠 (1837), 프리드리히 엥겔스 (1841)의 비극 연극, 그리고 바이런 경의 차일드 헤럴드의 편력 (1818) 일부 구절의 주제가 되었다.
리하르트 바그너의 첫 성공작인 오페라 리엔치 (드레스덴, 1842)는 불워리턴의 소설을 바탕으로 콜라를 중심 인물로 삼았고, 동시에 드레스덴 제작을 알지 못했던 주세페 베르디는 열렬한 반성직자적 리소르지멘토 애국자였던 콜라 디 리엔초를 구상했다.

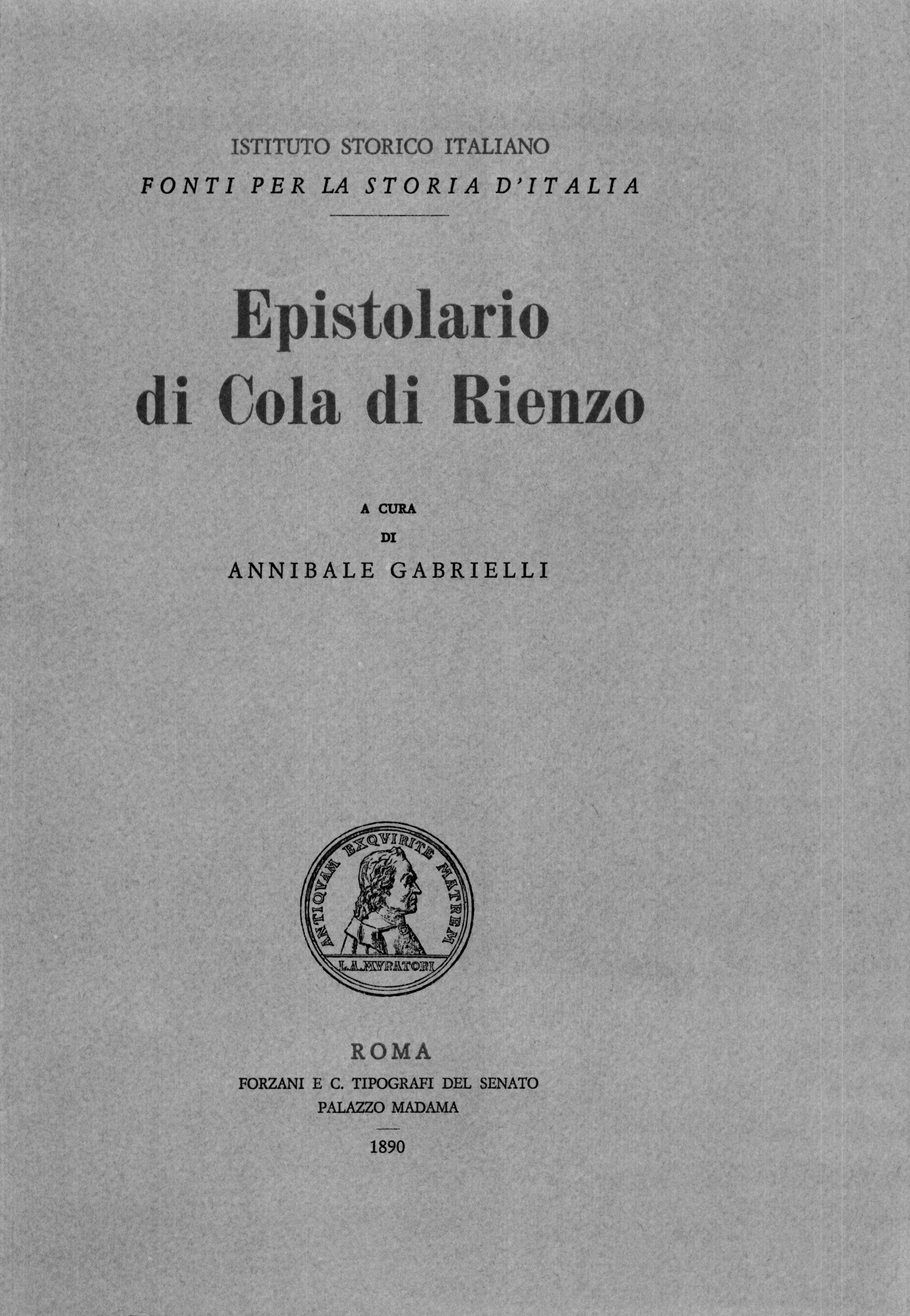
콜라 디 리엔초의 서신집

1873년—새로운 이탈리아 왕국이 교황군으로부터 로마를 탈환한 지 불과 3년 후—프라티 리오네가 조성되었는데, 새로운 구역의 중심 거리는 "콜라 디 리엔초 거리"로, 눈에 띄는 광장은 콜라 디 리엔초 광장이 되었다. 특히, 이 이름은 테베레강과 바티칸 시국을 연결하는 거리에 붙여졌는데—당시에는 아직 세속 권력 상실에 대해 화해하지 못한 로마 가톨릭교회의 본부였다. 이 점을 더욱 강조하기 위해, 리소르지멘토 광장은 콜라 디 리엔초 거리의 서쪽 끝에 위치하여 교회의 본부에 직접 접해 있었다.
1877년 지로라모 마시니의 호민관 동상이 로마 캄피돌리오 언덕 기슭에 세워졌다. 로마의 리파 (로마) 리오네, 진실의 입 근처에는 여전히 "빌라도의 집"이라는 명칭으로 구별되는 벽돌 장식의 중세 주택이 남아 있지만, 전통적으로는 콜라 디 리엔초의 집으로 알려져 있다 (사실 그것은 귀족 크레셴치 가문에 속했다).
아일랜드 시인이자 극작가인 존 토드헌터는 1881년에 "로마 호민관 리엔치의 진정한 비극"이라는 제목의 드라마를 썼다. 셰익스피어 스타일로, 역사적으로 상당히 정확하다. 콜라 디 리엔초에 대한 연극은 19세기 후반 폴란드 작가인 아담 아스니크와 스테판 제롬스키에 의해서도 쓰였는데, 그들은 리엔치의 봉기와 폴란드의 독립 투쟁 사이에서 유사점을 발견했다.
그의 서신들은 A. 가브리엘리가 편집하여 Fonti per la storia d’Italia (로마, 1890) 6권에 실렸다.
아돌프 히틀러의 어린 시절 친구인 아우구스트 쿠비첵에 따르면, 십대 시절의 히틀러가 바그너의 오페라 리엔치 공연에서 독일 민족의 재통일에 대한 첫 번째 황홀한 비전을 보았다고 한다.
그의 선동적인 수사, 대중적 매력, 그리고 (귀족에 대한) 반기득권 정서 때문에 일부 자료들은 그를 초기 포퓰리스트이자 원시 파시스트 인물로 간주한다.

## 같이 보기
- 중세 후기 유럽의 민중 반란

## 더 읽어보기
- 페르디난트 그레고로비우스, Geschichte der Stadt Rom im Mittelalter.
- T. di Carpegna Falconieri, Cola di Rienzo (Roma, Salerno Editrice, 2002).
- Ronald G. Musto, Apocalypse in Rome. Cola di Rienzo and the politics of the New Age (Berkeley & Los Angeles, University of California Press, 2003).
- 크리스토퍼 히버트 Rome: the Biography of a City, 1985, 97–105.
- Collins, Amanda L., Greater than emperor: Cola di Rienzo (ca. 1313–54) and the world of fourteenth century Rome (Ann Arbor, MI, 2002) (Stylus. Studies in medieval culture).
- Collins, Amanda L., "The Etruscans in the Renaissance: the sacred destiny of Rome and the Historia Viginti Saeculorum of Giles of Viterbo (c. 1469–1532)," Historical Reflections. Réflexions Historiques, 27 (2001), 107–137.
- Collins, Amanda L., "Cola di Rienzo, the Lateran Basilica, and the Lex de imperio of Vespasian," Mediaeval Studies, 60 (1998), 159–184.
- Beneš, C. Elizabeth, "Mapping a Roman Legend: The House of Cola di Rienzo from Piranesi to Baedeker," Italian Culture, 26 (2008), 53–83.
- Beneš, C. Elizabeth, "Cola di Rienzo and the Lex Regia," Viator 30 (1999), 231–252.
- Francesco Petrarch, The Revolution of Cola di Rienzo, translated from Latin and edited by Mario E. Cosenza; 3rd, revised, edition by Ronald G. Musto (New York; Italica Press, 1996).
- Wright, John (tr. with an intr.), Vita di Cola di Rienzo. The life of Cola di Rienzo (Toronto: Pontifical Institute of Mediaeval Studies, 1975).
- Origo, Iris Tribune of Rome (Hogarth 1938).